# Minerydning
Minerydning er arbejdet med at fjerne og uskadeliggøre landminer af forskellig art. Fjernelse af søminer betegnes minestrygning. Ud over fjernelse af egentlige miner, vil mineryddere kunne komme ud for at skulle fjerne f.eks. improviserede sprængladninger ("vejsidebomber"), terrorbomber og ueksploderet ammunition (forsagere).

## Miner i dag
Efterladte miner i tidligere konfliktområder udgør et stort problem. Da mange minetyper stadig fungerer efter mange årtier, kan de dræbe og lemlæste civile, der bevæger sig ind i et område, der indeholder miner. Ud over belastningen fra de mange lemlæstede, der skal behandles og genoptrænes, kan efterladte miner gøre store områder umulige eller risikable at opdyrke, hvilket yderligere vil belaste et land efter en væbnet konflikt. 

## Militær minerydning
Minerydning under krig udføres som regel af ingeniørtropperne. Den første prioritet er at rydde et minefelt eller en vej gennem et minefelt hurtigt. Det skal kunne gøres ret hurtigt, dels af taktiske hensyn (muliggøre hurtig fremrykning), dels fordi man kan være under fjendtlig beskydning under minerydningen. Både panserminer og antipersonelminer skal ryddes. Det er ikke altid nødvendigt at rydde hele minefeltet, at skabe en sikker og afmærket vej gennem minefeltet, hvor fodfolk og køretøjer kan trænge frem, er ofte tilstrækkeligt. Risikoen for de personer, der skal foretage minerydningen, er betydelig, dels på grund af tidspresset og evt. krav om at foretage minerydningen i mørke eller dårligt vejr, dels fordi mandskabet kan komme under beskydning. Den militære ledelse må i så fald kalkulere med tab under rydningen. Yderligere kan man ikke være sikker på, at man får fjernet eller uskadeliggjort samtlige miner i det ryddede område, så yderligere tab under den følgende fremrykning må påregnes. Minerydningen foregår med andre metoder, end når man har god tid og skal være sikker på at få fundet samtlige miner. Der kan anvendes mekanisk minerydning med mineplejl eller mineplov fra pansrede køretøjer, eller man kan rydde en vej gennem feltet ved at sprænge sig vej (f.eks. brug af "Bangalore torpedoer" eller andre rækkeformede sprængladninger), brænde minefeltet af eller tæppebombe feltet.

## Civil minerydning
I perioder med relativ fred, kaldes processen med at fjerne miner demining på engelsk (den danske betegnelse er stadig minerydning). Det er en grundig, tidskrævende proces, der søger at lokalisere og fjerne alle miner, således at det pågældende landområde eller havområde sikkert kan benyttes på normal vis. Det er vigtigt, at denne proces gennemføres fuldstændigt. Selv om kun en håndfuld miner undgår rydningen, kan en ufuldstændig minerydning faktisk medføre en stigning i antallet af civile ofre, efterhånden som de lokale igen tager områder, de tidligere undgik, i brug i den tro, at de nu er sikre.
I områder, der tidligere har været præget af væbnede konflikter, er minefelterne ofte desuden forurenet med forskellige eksplosive efterladenskaber herunder også ueksploderet ammunition. I denne sammenhæng betegnes rydningen området ofte som battle area cleareance.
I nogle situationer er en omhyggelig minerydning en forudsætning for, at andre humanitære programmer kan gennemføres. En stor international indsats er blevet gennemført for at teste og evaluere eksisterende og nye metoder til civil minerydning. Her kan nævnes EU, den amerikanske, canadiske og japanske regering og organisationer i de lande, der er berørt af efterladte minefelter.

## Minerydningsteknik
Minerydningen består af tre opgaver. Lokalisering af minerne, fjernelse af dem og endelig destruktion af de opsamlede miner. 
De klassiske teknikker består i brug af en minesøger, dvs. en metaldetektor, der reagerer på det metal, der måtte være i minen (og på andet metal der måtte findes i området. Og på brug af minesonder/minespyd, hvor man forsigtigt mærker efter ved at føre sonden skråt fremad gennem jorden. Man går omhyggeligt området igennem, små felter ad gangen, idet man med plastikstrimler og flag markerer de områder, man har ryddet. Samtidig er alle de mistænkte områder afmærket med strimler og skilte for at holde uvedkommende borte. Arbejdet er ganske risikabelt.
Efter 2. Verdenskrig brugte man bl.a. i Danmark tyske soldater til arbejdet. Efter at et område var ryddet, blev de sat til at marchere og køre (normalt med kampvogne) gennem området for at garantere, at det var ryddet korrekt. Der skete en del ulykker under dette arbejde. 

## Beskyttelsesudstyr
Mineryddere er i dag ofte iført beskyttelsesdragter herunder hjelme med ansigtsskærme. Dette øger deres chance for at overleve, hvis en mine skulle eksplodere, men der er stadig en stor risiko for alvorlige læsioner og invaliditet. Dragterne er tunge og ubehagelige at bære i et varmt klima.

## Komplikationer
Minerydning kompliceres af mange forhold. Allerede under 2. Verdenskrig fremstilledes miner med et minimalt indhold af metal, således at de var vanskelige eller umulige at opdage med en metaldetektor. Disse typer var fremstillet delvist af træ eller glas. Senere blev plastik anvendt. 
For at forsinke minerydningen, kan enkelte miner være forsynet med en form for lureminering, således at minen eksploderer, når den tages op. 
Evt. kort over de udlagte miner kan være fejlagtige eller helt mangle eller ikke være tilgængelige. I nogle tilfælde kan miner have flyttet sig som følge af havets indvirkning eller større mængder nedbør og jordskred. 

## Selvdestruerende miner
Visse moderne miner er således konstrueret, at de ødelægger sig selv efter et bestemt tidsrum. Derved kan egne tropper passere et område, som man selv tidligere har mineret. Disse miner er dog betydeligt dyrere end de mere almindelige miner. 